# Eli Evans
Eli Evans (* 28. Februar 1805 in Harthau; † 20. Juli 1882 in Siebenhöfen) war ein deutscher Unternehmer und Politiker.

## Leben und Wirken
Der Sohn von Evan Evans (1765–1844) und dessen Ehefrau Lowry geb. Richards (1771–1836) wuchs im erzgebirgischen Siebenhöfen auf, wo sein Vater 1812 eine Baumwollspinnerei mit Wohnhaus hatte errichten lassen. Nach Besuch des Lyzeums im benachbarten Annaberg und des Gymnasiums in Freiberg stieg er in das Unternehmen seines Vaters ein. Nach dem Tod seiner Mutter übernahm er am 1. Juli 1838 die Fabrik komplett. Auf der Dresdner Gewerbeausstellung wurde Evans für seine Garne und Zwirne 1840 mit der silbernen und 1845 mit der goldenen Medaille ausgezeichnet. Um 1860 sollen in der Fabrik über 7.000 Spindeln gearbeitet haben. Die zur Erinnerung an seinen Vater gesammelten Gelder für ein Denkmal wurden auf seine Initiative hin in eine Stiftung für bedürftige Schüler der Königlichen Gewerbeschule in Chemnitz umgewidmet. 1910 hatte die Stiftung einen Kapitalfonds von 6157 Mark.
Evans war demokratisch gesinnt und engagierte sich in verschiedenen Gremien politisch. Dem Sächsischen Landtag gehörte er 1845/46, 1847 und 1848  als stellvertretender Abgeordneter des 5. Wahlbezirks des Handels und Fabrikwesens an. 1848 vertrat er Sachsen im Vorparlament zur Frankfurter Nationalversammlung. Von seinem Zeitgenossen Bernhard Hirschel wurde er als ein „sehr martialisch aussehender Herr“ beschrieben. Weiterhin schreibt er: „Er hat seine Gesinnung durch treues Aushalten bei der Leipziger Minorität bewährt.“ 1849/50 war er Mitglied im sogenannten sächsischen Widerstandslandtag, lehnte dann aber nach Aufhebung der Liberalisierung des Wahlrechts von 1848 die Rückkehr in den reaktionären Landtag ab. Den Mahnruf des Kammerpräsidenten soll er ungeöffnet zurückgeschickt haben. Im Reichstag des Norddeutschen Bundes nahm er 1867 ein Mandat für den 20. sächsischen Wahlkreis wahr.
Sein Unternehmen in Siebenhöfen verkaufte Evans 1878 an Karl Ferdinand Fichtner.